# Grande Prêmio da Alemanha de 2019 (MotoGP)
O Grande Prêmio da MotoGP da Alemanha de 2019 ocorreu em 07 de julho.

## Resultados

### Classificação MotoGP
| Pos | Piloto            | Equipe                       | Moto    | Tempo     | Pontos |
| --- | ----------------- | ---------------------------- | ------- | --------- | ------ |
| 1   | Marc Marquez      | Repsol Honda Team            | Honda   | 41'08.276 | 25     |
| 2   | Maverick Viñales  | Monster Energy Yamaha MotoGP | Yamaha  | +4.587    | 20     |
| 3   | Cal Crutchlow     | LCR Honda CASTROL            | Honda   | +7.741    | 16     |
| 4   | Danilo Petrucci   | Ducati Team                  | Ducati  | +16.577   | 13     |
| 5   | Andrea Dovizioso  | Ducati Team                  | Ducati  | +16.669   | 11     |
| 6   | Jack Miller       | Pramac Racing                | Ducati  | +16.836   | 10     |
| 7   | Joan Mir          | Team SUZUKI ECSTAR           | Suzuki  | +17.156   | 9      |
| 8   | Valentino Rossi   | Monster Energy Yamaha MotoGP | Yamaha  | +19.110   | 8      |
| 9   | Franco Morbidelli | Petronas Yamaha SRT          | Yamaha  | +20.634   | 7      |
| 10  | Stefan Bradl      | Repsol Honda Team            | Honda   | +22.708   | 6      |
| 11  | Tito Rabat        | Reale Avintia Racing         | Ducati  | +26.345   | 5      |
| 12  | Pol Espargaro     | Red Bull KTM Factory Racing  | KTM     | +26.574   | 4      |
| 13  | Andrea Iannone    | Aprilia Racing Team Gresini  | Aprilia | +32.753   | 3      |
| 14  | Takaaki Nakagami  | LCR Honda IDEMITSU           | Honda   | +32.925   | 2      |
| 15  | Karel Abraham     | Reale Avintia Racing         | Ducati  | +37.934   | 1      |
| 16  | Hafizh Syahrin    | Red Bull KTM Tech 3          | KTM     | +41.615   | 0      |
| 17  | Francesco Bagnaia | Pramac Racing                | Ducati  | +56.189   | 0      |
| 18  | Miguel Oliveira   | Red Bull KTM Tech 3          | KTM     | +57.377   | 0      |

### Classificação Moto2
| Pos | Piloto                | Equipe                       | Moto      | Tempo     | Pontos |
| --- | --------------------- | ---------------------------- | --------- | --------- | ------ |
| 1   | Alex Marquez          | EG 0,0 Marc VDS              | Kalex     | 39'35.101 | 25     |
| 2   | Brad Binder           | Red Bull KTM Ajo             | KTM       | +1.208    | 20     |
| 3   | Marcel Schrotter      | Dynavolt Intact GP           | Kalex     | +1.630    | 16     |
| 4   | Fabio Di Giannantonio | MB Conveyors Speed Up        | Speed Up  | +4.116    | 13     |
| 5   | Thomas Luthi          | Dynavolt Intact GP           | Kalex     | +5.191    | 11     |
| 6   | Augusto Fernandez     | FLEXBOX HP 40                | Kalex     | +6.332    | 10     |
| 7   | Lorenzo Baldassarri   | FLEXBOX HP 40                | Kalex     | +6.526    | 9      |
| 8   | Jorge Navarro         | MB Conveyors Speed Up        | Speed Up  | +8.177    | 8      |
| 9   | Jorge Martin          | Red Bull KTM Ajo             | KTM       | +10.538   | 7      |
| 10  | Luca Marini           | SKY Racing Team VR46         | Kalex     | +13.591   | 6      |
| 11  | Sam Lowes             | Federal Oil Gresini Moto2    | Kalex     | +13.656   | 5      |
| 12  | Tetsuta Nagashima     | ONEXOX TKKR SAG Team         | Kalex     | +13.836   | 4      |
| 13  | Remy Gardner          | ONEXOX TKKR SAG Team         | Kalex     | +13.996   | 3      |
| 14  | Enea Bastianini       | Italtrans Racing Team        | Kalex     | +15.064   | 2      |
| 15  | Andrea Locatelli      | Italtrans Racing Team        | Kalex     | +17.234   | 1      |
| 16  | Bo Bendsneyder        | NTS RW Racing GP             | NTS       | +18.077   | 0      |
| 17  | Jonas Folger          | Petronas Sprinta Racing      | Kalex     | +18.232   | 0      |
| 18  | Nicolo Bulega         | SKY Racing Team VR46         | Kalex     | +19.852   | 0      |
| 19  | Marco Bezzecchi       | Red Bull KTM Tech 3          | KTM       | +26.424   | 0      |
| 20  | Dominique Aegerter    | MV Agusta Idealavoro Forward | MV Agusta | +30.791   | 0      |
| 21  | Simone Corsi          | Tasca Racing Scuderia Moto2  | Kalex     | +36.693   | 0      |
| 22  | Stefano Manzi         | MV Agusta Idealavoro Forward | MV Agusta | +37.502   | 0      |
| 23  | Steven Odendaal       | NTS RW Racing GP             | NTS       | +37.655   | 0      |
| 24  | Lukas Tulovic         | Kiefer Racing                | KTM       | +38.526   | 0      |
| 25  | Joe Roberts           | American Racing KTM          | KTM       | +48.740   | 0      |
| 26  | Xavi Cardelus         | Sama Qatar Angel Nieto Team  | KTM       | +1'15.427 | 0      |

### Classificação Moto3
| Pos | Piloto              | Equipe                      | Moto  | Tempo     | Pontos |
| --- | ------------------- | --------------------------- | ----- | --------- | ------ |
| 1   | Lorenzo Dalla Porta | Leopard Racing              | Honda | 39'29.348 | 25     |
| 2   | Marcos Ramirez      | Leopard Racing              | Honda | +0.072    | 20     |
| 3   | Aron Canet          | Sterilgarda Max Racing Team | KTM   | +0.120    | 16     |
| 4   | Romano Fenati       | VNE Snipers                 | Honda | +0.185    | 13     |
| 5   | Raul Fernandez      | Sama Qatar Angel Nieto Team | KTM   | +0.323    | 11     |
| 6   | John Mcphee         | Petronas Sprinta Racing     | Honda | +0.445    | 10     |
| 7   | Ai Ogura            | Honda Team Asia             | Honda | +0.678    | 9      |
| 8   | Tatsuki Suzuki      | SIC58 Squadra Corse         | Honda | +0.749    | 8      |
| 9   | Ayumu Sasaki        | Petronas Sprinta Racing     | Honda | +0.829    | 7      |
| 10  | Jakub Kornfeil      | Redox PruestelGP            | KTM   | +0.955    | 6      |
| 11  | Sergio García       | Estrella Galicia 0,0        | Honda | +1.064    | 5      |
| 12  | Niccolò Antonelli   | SIC58 Squadra Corse         | Honda | +2.239    | 4      |
| 13  | Filip Salac         | Redox PruestelGP            | KTM   | +6.379    | 3      |
| 14  | Can Oncu            | Red Bull KTM Ajo            | KTM   | +6.648    | 2      |
| 15  | Tony Arbolino       | VNE Snipers                 | Honda | +6.652    | 1      |
| 16  | Jaume Masia         | Bester Capital Dubai        | KTM   | +6.685    | 0      |
| 17  | Kazuki Masaki       | BOE Skull Rider Mugen Race  | KTM   | +18.243   | 0      |
| 18  | Stefano Nepa        | Reale Avintia Arizona 77    | KTM   | +33.859   | 0      |
| 19  | Andrea Migno        | Bester Capital Dubai        | KTM   | +33.882   | 0      |
| 20  | Makar Yurchenko     | BOE Skull Rider Mugen Race  | KTM   | +36.088   | 0      |
| 21  | Albert Arenas       | Sama Qatar Angel Nieto Team | KTM   | +36.123   | 0      |
| 22  | Riccardo Rossi      | Kömmerling Gresini Moto3    | Honda | +36.859   | 0      |
| 23  | Dirk Geiger         | Kiefer Racing               | KTM   | +1'17.087 | 0      |
| 24  | Tom Booth-amos      | CIP Green Power             | KTM   | 1 volta   | 0      |

### Classificação MotoE
| Pos | Piloto          | Equipe                     | Moto     | Tempo    | Pontos |
| --- | --------------- | -------------------------- | -------- | -------- | ------ |
| 1   | Niki Tuuli      | Ajo MotoE                  | Energica | 7'27.862 | 25     |
| 2   | Bradley Smith   | One Energy Racing          | Energica | +0.442   | 20     |
| 3   | Mike Di Meglio  | EG 0,0 Marc VDS            | Energica | +0.567   | 16     |
| 4   | Hector Garzo    | Tech 3 E-Racing            | Energica | +0.991   | 13     |
| 5   | Matteo Ferrari  | TRENTINO Gresini MotoE     | Energica | +2.095   | 11     |
| 6   | Alex De Angelis | OCTO Pramac MotoE          | Energica | +4.048   | 10     |
| 7   | Xavier Simeon   | Avintia Esponsorama Racing | Energica | +4.304   | 9      |
| 8   | Eric Granado    | Avintia Esponsorama Racing | Energica | +8.118   | 8      |
| 9   | Sete Gibernau   | Join Contract Pons 40      | Energica | +9.254   | 7      |
| 10  | Nicolas Terol   | OpenBank Ángel Nieto Team  | Energica | +9.414   | 6      |
| 11  | Mattia Casadei  | Ongetta SIC58 Squadracorse | Energica | +9.557   | 5      |
| 12  | Niccolo Canepa  | LCR E-Team                 | Energica | +9.674   | 4      |
| 13  | Jesko Raffin    | Dynavolt Intact GP         | Energica | +9.828   | 3      |
| 14  | Kenny Foray     | Tech 3 E-Racing            | Energica | +10.137  | 2      |
| 15  | Joshua Hook     | OCTO Pramac MotoE          | Energica | +11.157  | 1      |
| 16  | Maria Herrera   | OpenBank Ángel Nieto Team  | Energica | +18.192  | 0      |
| 17  | Randy De Puniet | LCR E-Team                 | Energica | +24.808  | 0      |